# Sîrma, Leova
Sîrma este un sat din cadrul orașului Leova din raionul Leova, Republica Moldova.

## Demografie

### Structura etnică
Structura etnică a localității conform recensământului populației din 2004:
| Grup etnic                                               | Populație | % Procentaj  |
| -------------------------------------------------------- | --------- | ------------ |
| Băștinași declarați Moldoveni Băștinași declarați Români | 1067 2    | 98,61% 0,18% |
| Ucraineni                                                | 7         | 0,65%        |
| Țigani                                                   | 4         | 0,37%        |
| Ruși                                                     | 2         | 0,18%        |
| Total                                                    | 1082      |              |

## Administrație și politică
Componența Consiliului local Sîrma (9 consilieri), ales la 5 noiembrie 2023, a fost următoarea:
|  | Partid                                       | Consilieri | Componență | Componență | Componență | Componență | Componență | Componență |
|  | -------------------------------------------- | ---------- | ---------- | ---------- | ---------- | ---------- | ---------- | ---------- |
|  | Partidul Acțiune și Solidaritate             | 6          |            |            |            |            |            |            |
|  | Partidul Socialiștilor din Republica Moldova | 3          |            |            |            |            |            |            |